# Lewiston (New York)
Lewiston je město v okrese Niagara County ve státě New York. Leží na pravém břehu Niagary. K roku 2010 zde žilo 16 262 obyvatel. Město vzniklo v roce 1818.